# Mohammad Hosein Taromi-Rad
Mohammad Hosein Taromi-Rad (persisch محمدحسین طارمی راد; bl. 1990 – 1995) ist ein iranischer Kleriker und Diplomat.
Er ist Absolvent der Hawza Qom.

## Werdegang
Von Oktober 1990 bis Juni 1992 war er Botschafter in Peking.
Von 1993 bis 1994 war er Botsschafer in Riad (Saudi-Arabien), wo Teile seiner Familie bei einem Unfall ums Leben kamen.

## Außenpolitischer Rat
1995 berief er mit Ali Chamene’i ein zehnköpfiges Gremium, mit der Bezeichnung Außenpolitischer Rat, das Controllingdienste für die Außenpolitik der iranischen Regierung leisten sollte.